# Segunda República albanesa

La situación de la Albania ocupada por los ejércitos Austrohúngaro, italiano y francés, entre el diciembre de 1915 y septiembre de 1916.

El Protectorado italiano de Albania y oficialmente República de Albania, fue un protectorado italiano que existió entre los años 1917 y 1920. Se creó en el contexto de las operaciones militares italianas del frente balcánico durante la Primera Guerra Mundial, tras la conclusión de la campaña de Albania.
La intervención italiana se concretó, a partir de 1914, en una expedición militar, más tarde denominada "fuerza expedicionaria italiana en Albania", promovida por el gobierno italiano para contrarrestar las fuerzas austrohúngaras y controlar ese territorio.

## La campaña de Albania durante la Primera Guerra Mundial.
El nacimiento de un estado albanés independiente fue apoyado por las grandes potencias europeas, en particular Austria-Hungría e Italia. Ambos estados pretendían controlar Albania lo que, en palabras del ministro de Asuntos Exteriores italiano, Tommaso Tittoni, le habría dado una "supremacía indiscutible en el Adriático a Italia". La situación de inestabilidad política en Albania tras la conclusión de las guerras de los Balcanes, llevó, en los primeros meses del estallido de la Primera Guerra Mundial, a una Invasión italiana. El 30 de octubre de 1914 se envió una misión a Albania, mientras que en diciembre el 11º Regimiento de Bersaglieri desembarco en la Ciudad Portuaria de Valona.

## Los planes de Italia para la ocupación en el Tratado de Londres
Aunque Albania se creó como un estado independiente y soberano, establecido en 1912 sobre parte de los territorios perdidos por el Imperio otomano en las guerras de los Balcanes, Italia, entre las condiciones para unirse a la Entente en la Primera Guerra Mundial, Italia acordó algunas cláusulas del Tratado de Londres (26 de abril de 1915) relativas al futuro de los territorios albaneses.
en los artículos 6 y 7 del tratado, se establecía que Italia obtendría la plena soberanía sobre Valona y la isla de Saseno además de un territorio lo suficientemente grande para asegurar la defensa de estos puntos (desde Voiussa hasta el norte y al este, aproximadamente, hasta el límite norte del distrito de Chimara en el sur). El resto de Albania habría sido destinado a la constitución de un estado autónomo y neutral pero como un protectorado italiano.

## Llegada de la fuerza expedicionaria italiana en 1915
La presencia italiana en Albania se estabilizó con el desembarco en diciembre de 1915 de toda una fuerza expedicionaria comandada por el general Emilio Bertotti con el fin de impedir una posible ocupación austríaca, que poco después violaría la neutralidad del vecino Reino de Montenegro . Una brigada, con unos 9.000 hombres, al mando del general Giacinto Ferrero ocupó la Ciudad de Durazzo pero tuvo que evacuarlos en febrero por mar, tras el ataque de dos brigadas austríacas.
En mayo de 1916, el XVI Cuerpo de Ejército italiano en Albania, llegó con 100.000 hombres, bajo el mando del general Settimio Piacentini, que operaron en la zona de los lagos de Ohrid y Prespa. Esto permitió a las fuerzas italianas rescatar los restos del ejército serbio, un aliado de Italia, que estaba por ser invadido por Austria.
Esta situación llevó a las fuerzas italianas (estacionadas en Gjirokastra) y francesas (en Coriza) que entraran en el norte de Epiro en septiembre de 1916, tras recibir el visto bueno de la Triple Entente.

## Establecimiento del protectorado

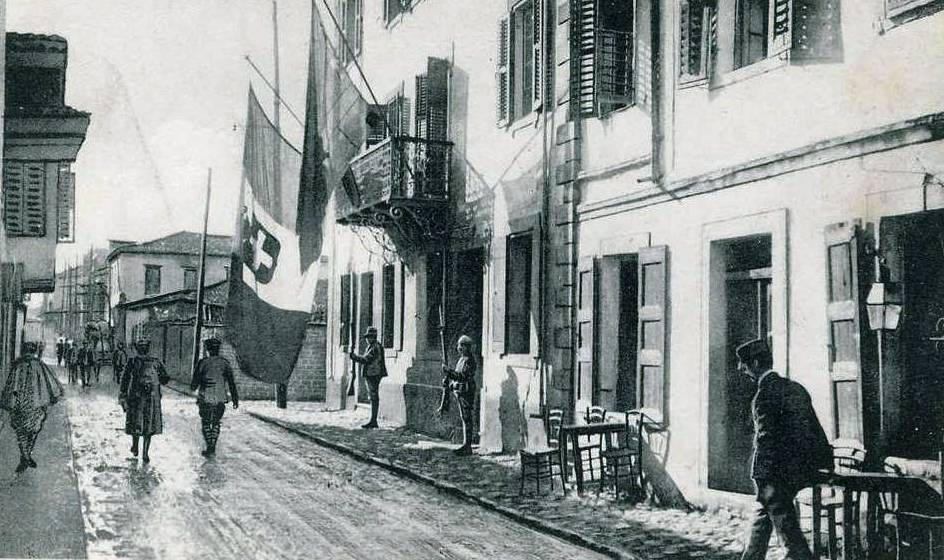
Postal de Valona con soldados italianos durante la Primera Guerra Mundial

El 3 de junio de 1917, con motivo del aniversario del Estatuto Albertino, se publicó en Gjirokastra una proclama del general Ferrero, autorizada por el ministro de Asuntos Exteriores Sidney Sonnino, con la que se aseguraba la independencia de Albania bajo el protectorado italiano.
"A todas las poblaciones albanesas. Hoy, 3 de junio de 1917, auspicioso aniversario de las libertades estatutarias italianas, nosotros, el Teniente General GIACINTO FERRERO, comandante del Cuerpo de Ocupación italiano en Albania por orden del Gobierno del Rey Vittorio Emanuele III, proclamamos solemnemente la unidad y la independencia de todo el 'Albania, bajo la égida y protección del Reino de Italia. ¡Por este acto, albaneses! tendréis instituciones libres, milicias, tribunales, escuelas dirigidas por ciudadanos albaneses, podréis administrar vuestros bienes, el fruto de vuestro trabajo en vuestro beneficio y en beneficio cada vez mayor de vuestro país. albaneses! Dondequiera que estéis, ya sea libres en vuestras tierras o exiliados en el mundo o aún sujetos a la dominación extranjera, llenos de promesas pero de hecho violentos y depredadores; vosotros que de muy antiguo y noble linaje tenéis memorias y tradiciones seculares que reincorporan a la civilización romana y veneciana; vosotros que conocéis la comunidad de intereses ítalo-albaneses sobre el mar que nos separa y al mismo tiempo nos une, uníos todos y sed hombres de buena voluntad y fe en los destinos de vuestra amada patria; todos acuden a la sombra de las banderas italiana y albanesa para jurar fe perenne en lo que hoy se proclama en nombre del Gobierno italiano por una Albania independiente con la amistad y la protección de Italia'".

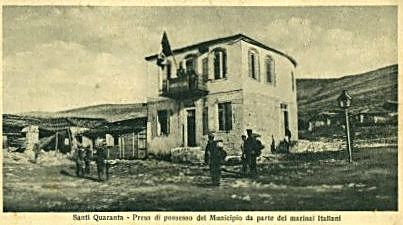
Soldado italianos en Saranda en 1917

Estaba clara la intención del gobierno italiano de implementar las cláusulas del Pacto de Londres independientemente del resultado de la Guerra Mundial. La proclamación de Gjirokaster, de hecho, fue seguida, después de algunas semanas, por la ocupación italiana de Giannina, la capital de Epiro, que ya estaba guarnecida por los griegos.
En septiembre de 1918 en Albania, el ejército Italiano desplegado entre Elbasan y Tomor se extendieron hacia Macedonia, y en octubre siguiente ocuparon Durres, Tirana y Scutari y a principios de noviembre también ocuparon Dulcigno y Antivari en la actual costa montenegrina.
Posteriormente, Monastir y Kruševo fueron ocupadas en el oeste de Macedonia , que dieron la bienvenida a la liberación de los búlgaros.

## El acuerdo Tittoni-Venizelos
Al final de la guerra, las cláusulas del Pacto de Londres resultaron contradecir los principios de la Conferencia de Paz. En París, de hecho, las potencias victoriosas aceptaron los principios de nacionalidad y autodeterminación de los pueblos, este último propugnado por el presidente estadounidense Wilson, que no había firmado el pacto de Londres. Cuando el gobierno italiano se dio cuenta de que era imposible continuar en su propia línea de expansión territorial en el Adriático, renunció.
El nuevo ministro de Asuntos Exteriores italiano, Tommaso Tittoni, intentó obtener el apoyo griego para los objetivos expansionistas de Italia, concluyendo un acuerdo secreto (29 de junio de 1919 ) con el primer ministro Eleutherios Venizelos: Grecia apoyaría las solicitudes italianas de un mandato en Albania y la anexión de Valona, mientras que Italia habría consentido ajustes territoriales en el norte de Epiro y apoyado a Grecia para la anexión de territorios que ya formaban parte del Imperio Otomano (Epiro, Macedonia, Sur de Tracia).
Los mandatos eran una forma de "tutela" ejercida por los estados vencedores para transmitir la independencia a los pueblos extraeuropeos ya sometidos a las potencias derrotadas en la Primera Guerra Mundial. El acuerdo, por tanto, era desfavorable para Albania, que ya había sido reconocida como estado independiente desde 1912; en consecuencia, la limitación de la soberanía por parte de Italia habría producido otro caso de violación del principio de nacionalidad en el sector balcánico, destapando aún más el lado de la crítica yugoslava -ya en disputa con Italia por la definición de las fronteras julianas y dálmatas- en relación. Grecia, por el contrario, garantizó el apoyo de Italia para la anexión de territorios que ya formaban parte del derrotado Imperio Otomano, pero habitados por población griega y, por tanto, en consonancia con el principio de autodeterminación de los pueblos.

## La retirada, el tratado de Tirana y la revuelta de los Bersaglieri

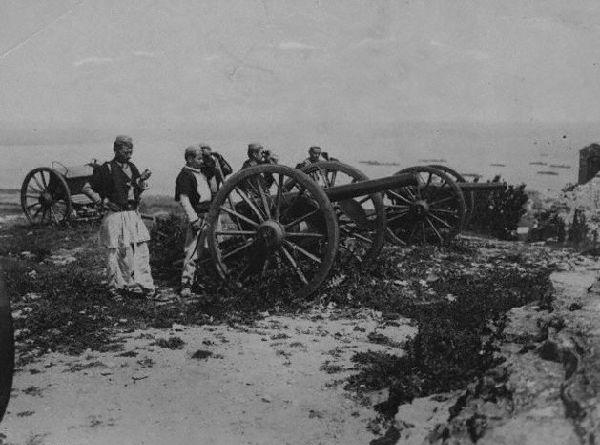
Cañones italianos capturados por sublevados albaneses

Sin embargo, al mes siguiente, los griegos hicieron público el acuerdo. Las consecuencias fueron desastrosas para Italia, que se vio obligada a enfrentarse a una revuelta antiitaliana en Valona, mientras que el gobierno proitaliano del sur de Albania, con sede en Durres, era derrocado; mientras tanto, se instaló en Tirana un gobierno hostil a Italia. La expansión de la revuelta en Valona, que vio asediada la guarnición italiana, llevó a Carlo Sforza, ministro de Asuntos Exteriores, a denunciar el Acuerdo Tittoni-Venizelos. Sin embargo, la propaganda anti-italiana se intensificó y el odio albanés hacia la ocupación italiana se convirtió en un levantamiento popular.

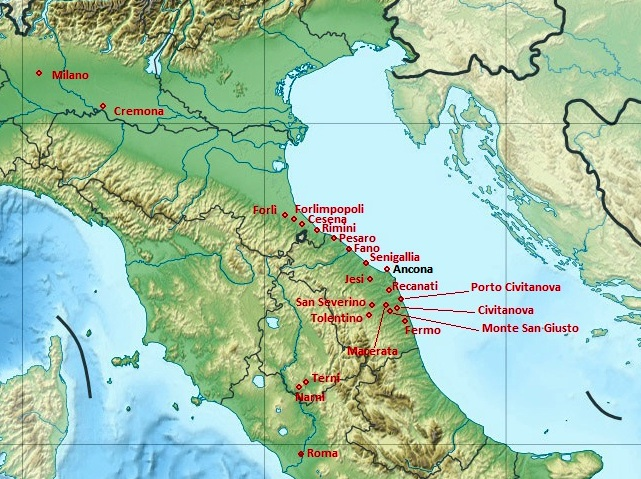
La extensión de la revuelta contra la ocupación de Albania, se extendió a otras ciudades italianas (26-29 de junio de 1920)

En ese momento en Italia se produjeron disturbios en la plaza vinculados al envío de tropas a Albania: el 26 de junio de 1920 comenzó la Revuelta de los Bersaglieri, un movimiento popular que comenzó en un cuartel de Ancona en el que un regimiento de soldados se negaba a partir hacia Valona. El movimiento fue entonces inmediatamente apoyado por la población civil y también se extendió a otras ciudades, hasta una huelga general, con el lema "Via da Valona". El gobierno italiano reprimió sangrientamente la revuelta, enviando algunos barcos a Ancona para bombardear la ciudad. Sin embargo, el hecho convenció al gobierno italiano de abandonar la ocupación: con el Tratado de Tirana e; 20 de julio de 1920 y el posterior tratado de amistad con los albaneses el 2 de agosto de 1920, Italia reconoció la independencia y la plena soberanía del estado albanés. y las tropas italianas abandonaron el país. Además, el tratado sancionaba la retirada italiana de Valona, con el mantenimiento del islote de Saseno, como garantía del control militar italiano sobre el canal de Otranto.
El texto del tratado decía: Italia se compromete a reconocer y defender la autonomía de Albania y sin duda está dispuesta a abandonar Valona, quedándose solo con Saseno. Diecinueve años más tarde, en 1939, el gobierno fascista emprendió una segunda ocupación italiana del Reino de Albania.